# Östen Johansson
Östen Johansson, född 7 december 1940, är en svensk journalist, redaktör och chefredaktör.
Östen Johansson var chefredaktör för HSB:s och Hyresgästföreningens tidskrift Vår bostad 1972-1999 och ordförande i Svenska Journalistförbundet 1972-1987. Han avgick som ordförande 1987 efter att det uppdagades att han skaffat sig en stor hyresrätt i centrala Stockholm 1983 genom att byta den mot två hyreslägenheter som han fått från Pressens pensionskassa, där han blev styrelseledamot 1987
Johansson var ordförande för Sveriges Tidskrifter 1991-2006 och ordförande Bostadsarrendatorernas Riksorganisation från 2011 och Sveriges Seniorjournalister från 2002.